# مری، راولپندی
موری (به انگلیسی: Murree) یک شهر در پاکستان است که در ناحیه راولپندی واقع شده‌است. موری ۲٬۲۹۱٫۲ متر بالاتر از سطح دریا واقع شده‌است.